# Lien Gisolf
Carolina Anna "Lien" Gisolf, född 13 juli 1910 i Bukittinggi, död 30 maj 1993 i Amstelveen, var en nederländsk friidrottare.
Gisolf blev olympisk silvermedaljör i höjdhopp vid sommarspelen 1928 i Amsterdam och tog silvermedalj i höjdhopp vid den III.e damolympiaden 1930 i Prag.